# Tarzana, sesso selvaggio
Tarzana, sesso selvaggio è un film erotico del 1969 diretto da Guido Malatesta con lo pseudonimo James Reed, con Femi Benussi nel ruolo di protagonista.